# Make the Yuletide Gay
Make the Yuletide Gay là một bộ phim hài lãng mạn theo chủ đề Giáng sinh Mỹ năm 2009 được viết và đạo diễn bởi Rob Williams về một sinh viên đại học đồng tính ở ngoài trường, nhưng sợ tiết lộ xu hướng tình dục của mình với cha mẹ. Phim có sự tham gia của Keith Jordan trong vai Gunn và Adamo Ruggiero với tư cách là bạn trai và bạn cùng phòng của Gunn, Nathan. Kelly Keaton và Derek Long đóng vai Anya và Sven, cha mẹ của Gunn, trong khi Hallee Hirsh xuất hiện trong vai Abby, bạn gái thời trung học của Gunn.
Make the Yuletide Gay được công chiếu tại Liên hoan phim và phim LGBT Inside Out Toronto vào ngày 17 tháng 5 năm 2009.
Tiêu đề của bộ phim xuất phát từ một dòng trong bài hát Have Yourself a Merry Little Christmas năm 1944, được viết bởi Hugh Martin và Ralph Blane.

## Diễn viên
- Keith Jordan vai Olaf "Gunn" Gunnunderson: Gunn là một sinh viên đại học công khai đồng tính ở trường. Trở về nhà, bố mẹ, hàng xóm và bạn bè ở trường trung học nghĩ rằng anh ta là thẳng. Gunn sợ rằng bố mẹ anh sẽ ngừng yêu anh nếu họ phát hiện ra anh là người đồng tính. Khi anh ấy về nhà vào dịp Giáng sinh, anh ấy phải thay đổi cách ăn mặc và phong cách cá nhân để duy trì mặt tiền khác giới của mình.
- Adamo Ruggiero vai Nathan Stanford: Nathan, một sinh viên đại học đồng tính công khai từ một gia đình giàu có ở Upper East Side, là bạn trai của Gunn và ký túc xá bạn cùng phòng. Khác với Gunn, Nathan hoàn toàn cởi mở về giới tính của mình, kể cả với bố mẹ.
- Hallee Hirsh vai Abby Mancuso: Abby sống bên kia đường từ Gunn, và họ có một mối quan hệ lãng mạn ngắn ngủi khi còn học trung học.
- Kelly Keaton vai Anya Gunnunderson: Anya là người mẹ vui tính, vui vẻ của Gunn. Cô lớn lên ở Wisconsin và là một bà nội trợ.
- Derek Long vai Sven Gunnunderson: Sven là người hay quên Gunn, cần sa - người cha hút thuốc. Anh lớn lên ở Minnesota và là giáo sư tại trường đại học địa phương.
- Alison Arngrim vai Heather Mancuso: Heather là mẹ của Abby. Heather và Anya giả vờ làm bạn, nhưng họ thầm coi thường nhau.
- Ian Buchanan vai Peter Stanford và Gates McFadden vai Martha Stanford: Peter và Martha là những bậc cha mẹ giàu có, vô cảm. Họ quyết định đi trên hành trình, để lại một mình cho Giáng sinh.

## Tiếp nhận
Trên Rotten Tomatoes, bộ phim đã không nhận được bất kỳ đánh giá nào từ các nhà phê bình và nó giữ điểm 64% từ đánh giá của khán giả.

### Giải thưởng
| Năm  | Lễ hội                                            | Giải thưởng                 | Thể loại                                                                                       |
| ---- | ------------------------------------------------- | --------------------------- | ---------------------------------------------------------------------------------------------- |
| 2009 | FilmOut San Diego                                 | Audience Award              | Best Narrative Feature Best Supporting Actress, Kelly Keaton Best Supporting Actor, Derek Long |
| 2009 | Seoul LGBT Film Festival                          | Audience Award              | Best Feature                                                                                   |
| 2009 | Long Island Gay & Lesbian Film Festival           | Jury Award                  | Best Men's Feature                                                                             |
| 2009 | North Carolina Gay & Lesbian Film Festival        | Men's Centerpiece Selection |                                                                                                |
| 2009 | Philadelphia QFest                                | Festival Favorite           |                                                                                                |
| 2009 | Tampa International Gay and Lesbian Film Festival | Gala Night Film             |                                                                                                |

## Phát hành DVD
Make the Yuletide Gay được phát hành trên DVD vào ngày 10 tháng 11 năm 2009.